# Neuroznanost
Neuroznanost je interdisciplinarna te jedna od temeljnih medicinskih znanosti. Bavi se proučavanjem morfologije i funkcija zdravog živčanog sustava s naglaskom na mehanizmima kojima se ostvaruje njegova uloga glavnog kontrolnog i upravljačkog sustava organizma. Obuhvaća temeljnu neuroznanost, kliničku neuroznanost, bihevioralnu neuroznanost, kognitivnu neuroznanost, afektivnu neuroznanost, molekularnu neuroznanost, računalnu neuroznanost i sistemnu neuroznanost.
U Hrvatskoj postoji nekoliko poslijediplomskih studija neuroznanosti, a također postoji i Hrvatski institut za istraživanje mozga kao krovna neuroznanstvena institucija. U sklopu ovog instituta Ivica Kostović je 1974. godine utemeljio Zagrebačku neuroembriološku zbirku koja sadrži više stotina primjeraka ljudskog mozga, što je čini jednom od većih zbirki u svijetu. Kao takva važan je izvor podataka za mnoge znanstvene projekte i međunarodnu znanstveno-istraživačke suradnju te povezivanje znanstvenika.
U Hrvatskoj je na razini Područnog vijeća u znanstvenom području Biomedicine i zdravstva, ali u svjetskoj znanosti neuroznanost je zasebno područje znanosti, a grane i discipline neuroznanosti jesu:
- temeljna neuroznanost
- klinička neuroznanost
- bihevioralna neuroznanost
- kognitivna neuroznanost
- afektivna neuroznanost
- molekularna neuroznanost
- računalna neuroznanost
- sistemna neuroznanost

## Vanjske poveznice
Mrežna mjesta
- Spoznaje o mozgu: početnica o mozgu i živčanom sustavu  Arhivirana inačica izvorne stranice od 18. travnja 2016. (Wayback Machine), Medicinski fakultet u Osijeku, Osijek, 2003., ISBN 9539914507
- Neuroznanost - znanost o mozgu  Arhivirana inačica izvorne stranice od 6. travnja 2020. (Wayback Machine), British Neuroscience Association
- Hrvatsko društvo za neuroznanost  Arhivirana inačica izvorne stranice od 28. ožujka 2017. (Wayback Machine)